# Alyssa Longo
Alyssa Marie Longo (Littleton, 4 ottobre 1991) è un'ex pallavolista statunitense.
Giocava nel ruolo di libero.

## Carriera
La carriera di Alyssa Longo inizia nei tornei scolastici del Colorado, giocando per quattro anni per la Chatfield Senior High School. Concluse le scuole superiori, entra a far parte della squadra di pallavolo della Pennsylvania State University, impegnata nella NCAA Division I, giocandovi dal 2010 al 2011 e vincendo un titolo nazionale, prima di trasferirsi alla University of Hawaii at Manoa, dove gioca dal 2012 al 2013.
Nella stagione 2015-16 firma il suo primo contratto professionistico, approdando in Germania al 1. Volleyball-Club Wiesbaden, prendendo parte alla 1. Bundesliga per due annate, al termine delle quali abbandona la pallavolo giocata.

## Palmarès

### Club
- NCAA Division I: 1

2010